# 湊よりこ
湊 よりこ、漫画家（みなと よりこ。東京都出身。「湊よりこ」の「湊」は完全なペンネームだが、「よりこ」は本名の「与里子」が由来となっている。
1988年、『別冊フレンドDX Juliet』9月号（講談社）に、第6回ＢＦ新人まんがオーディション佳作受賞作品の「マイ・ディア・スウィート」が掲載され再デビュー。代表作に『蓮愛』『裸心の十字架』など。
『セフレの品格』は2023年に実写映画化し、発行部数がシリーズ累計520万部を突破した（紙版＋電子版合算：2023年10月時点）。日本漫画家協会会員。

## 作品リスト
- 君に逢いたい午後（講談社、1990年6月11日発売）ISBN 978-4-06-302808-9
- 夜明けのミルクティー（講談社、1991年06月11日発売）ISBN 978-4-06-302845-4
- ハートブレイクなんてへっちゃら（講談社、1991年10月8日発売）ISBN 978-4-06-302856-0
- 時のプリズム（講談社、1992年5月11日発売）ISBN 978-4-06-302879-9
- NAT- 東京ベイクラブ -（講談社、1993年4月10日発売）ISBN 978-4-06-302914-7
- 旅立ちのBIG WAVE（講談社、1993年11月11日発売）ISBN 978-4-06-302935-2
- いつかイルカになる日まで（講談社、1994年12月9日発売）ISBN 978-4-06-302975-8
- ひとりぼっちのケティ（作画担当、原作：つなぶちようじ、講談社、1995年7月11日発売）ISBN 978-4-06-302996-3
- 抱かれていたい
- ベッドとオフィスでちがう恋
- 囚われの令嬢
- womandiver
- 指輪を脱ぐ時間
- シークとの一夜
- 誓いは薔薇の園で
- 王様とマーメイド
- 裸心の十字架（全4巻）
- 蓮愛 -REN・AI-（全3巻）
- 催眠エロス （全2巻）
- ダーリンはNo.1
- プラトニックKiss
- とってもpink!
- 妻恋心 水族館で逢えたら…
- デンジャラスP.T.A
- 欲望 Passion
- セフレの品格 （双葉社、『JOUR』2011年3月号 - 2024年現在：シリーズ連載中[5][8][9][10][11]）。
  - セフレの品格 Age21 （双葉社）